# Катерина Корнякт

Сімейний герб «Кручина»

Катерина Корнякт (пол. Katarzyna Korniaktówna; близько 1585 — після 1633) — донька львівського нобілітованого міщанина грецького походження Костянтина Корнякта та Ганни Вацлавни Дідушицької.   
Народилась в конфесійно змішаному шлюбі: батько дівчини був православним, а мати — католичкою, отож за розповсюдженою тоді практикою її охрестили у вірі останньої. В молодості була заручена зі шляхтичем Миколаєм Чурило, однак останньої миті брат Костянтин зірвав їхнє одруження, маючи на прикметі кращу партію. Як наслідок, Чурило затіяв судовий процес, домагаючись відшкодування 30 тис. злотих — саме стільки йому мали внести посагу.  
1608 чи то пак 1609 року з жінкою побрався троцький воєвода Олександр Ходкевич, — попри гостре невдоволення своєї родини. Дітей пара не прижила. Феліціян та Єфросина, яких польська дослідниця Ілона Чаманська приписала Катерині, насправді належали першій дружині О. Ходкевича — львівській підкоморянці Євфимії Сененській.  
У 1626 Корнякт овдовіла і наступного року вийшла заміж за кн. Костянтина Вишневецького, принісши з собою с. Миш, успадковане від Ходкевича. На той час жінка була вже немолода, дітей з Вишневецьким не мала, а натомість опікувалася пасербицею.  
Остання звістка про Катерину датується 1633 роком, коли разом з Костянтином отримала повторний консенс (згоду) на викуп кам'янського староства, цього разу в Опалінських.